# Hidralazin
Hidralazin je vazodilatator koji se koristi u liječenju hipertenzije.

## Djelovanje
Na osnovu opažanja da je za učinak hidralazina potrebna prisutnost endotela i da se iz molekule hidralazina može osloboditi dušik (II) oksid (NO) smatra se da je mehanizam djelovanja hidralazina sličan organskim nitratima tj. da ga posreduje NO-om.
Hidralazin ponajprije širi arteriole. Zbog sniženja perifernog otpora, uz kompenzacijsko povećanje minutnog volumena, hidralazin jače snižava dijastolički nego sistolički tlak. Osim pri jakoj hipotenziji, hidralazin uzrokuje ubrzanje protoka krvi kroz neka tkiva, npr. srce, mozak, bubrege. 

## Primjena
Za hidralazin je karakteristično da aktivira i humoralne i neuralne kompenzacijske mehanizme. Vjerojatno se zbog toga na hipotenzivni učinak hidralazina često razvija tolerancija (koja se dade spriječiti natriureticima). Stoga se u liječenju hipertenzije hidralazin ne smije davati sam nego u kombinaciji s drugim antihipertenzivima. Kombinacija s diureticima sprječava stvaranje edema. Kombinacija sa simpatoliticima (najčešće beta blokatorima) sprječava prejak podražaj simpatikusa. 
Kao jedan od najduže poznatih antihipertenziva hidralazin se često rabi i u liječenju hipertenzije u tijeku trudnoće, kao i u liječenju eklampsije. U liječenju eklampsije hidralazin se daje polagano intravenski u tijeku 10 do 20 minuta. Pri takvu načinu davanja mogu se, među ostalima, pojaviti poremećaji u fetusa i lokalni tromboflebitis. Hidralazin se najčešće rabi peroralno u ukupnoj dnevnoj dozi od 100 mg. Nakon peroralnog davanja učinak se pojavljuje za pola do dva sata, a traje 6 do 8 sati. 

## Nuspojave
Najčešće nuspojave hidralazina jesu glavobolja, mučnina, anoreksija, znojenje, palpitacije, a pojavljuju se u oko 20% bolesnika. 

## Slični lijekovi
Lijekovi slični hidralazinu jesu dihidralazin, kadralazin i endralazin. Kadralazin je noviji lijek koji je samo djelomice sličan hidralazinu te posjeduje zaštićenu hidrazino-skupinu. Obično se kombinira s drugim antihipertenzivima.